# Nizhnekamsky (distrito)
Nizhnekamsky é um distrito do Tartaristão, uma das repúblicas da Rússia.